# Mulher-objeto
Mulher-objeto é um termo que designa um comportamento das pessoas do sexo feminino que tem prazer na submissão tanto em relação a mulheres como em relação aos homens.
Essas mulheres sentem prazer quando são humilhadas tanto do ponto de vista sexual como do comportamental, como por exemplo, serem insultadas com palavras de baixo calão. Esse tipo de mulher é bastante apreciada no cinema pornográfico, transformando-se em um dos mais recorrentes fetiches do cinema adulto.